# 韓泰日
韓 泰日（ハン・テイル、朝鮮語: 한태일、1907年または1909年または1910年 - 1995年1月21日または2月22日）は、大韓民国の実業家、政治家。第7代韓国国会議員。本貫は清州韓氏。

## 経歴
慶南馬山出身。延禧専門学校（現・延世大学校）商科卒。軍政官吏、高麗毛織社長・代表理事、大明毛紡織社長、韓国毛織協会理事、馬山商工会議所会長、馬山大学財団理事長、馬山工業中高等学校財団理事長、馬山地域社会開発委員会委員長、慶南道政諮問委員会議長、民主共和党慶尚南道第1（馬山）地区党委員長・労働分科委員会委員長などを務めた。
1995年2月22日、老衰によりソウル市江東区のアパートにある自宅で死去。享年87。